# Distrito de Añisoc
Añisoc es un distrito de Guinea Ecuatorial, en la parte norte de la provincia Litoral, en la región continental del país. La capital del distrito es Añisoc. El censo de 1994 mostraba 22 613 habitantes en el mismo.
El distrito de Cogo abarca los municipios de Añisoc y Ayene.